# جنرال لافي
جنرال لافي (بالإنجليزية: General Levy)‏ هو مغني وشاعر بريطاني، ولد في 28 مايو 1971 في لندن في المملكة المتحدة.

## وصلات خارجية
- جنرال لافي على موقع ميوزك برينز (الإنجليزية)
- جنرال لافي على موقع ديسكوغز (الإنجليزية)